# Mikrokanalplatte
Eine Mikrokanalplatte (gebräuchlich ist auch der englische Begriff microchannel plate, abgekürzt MCP) ist ein flächenhafter, bildauflösender Sekundärelektronenvervielfacher.
Sie dient zur rauscharmen Verstärkung geringer Ströme von freien Elektronen, Ionen oder hochenergetischen Photonen. Diese schlagen auf die Platte auf und erzeugen dort Sekundärelektronen, die dann detektiert werden können.

## Aufbau und Funktionsweise

Funktionsweise einer Mikrokanalplatte

Zwischen beiden metallisierten Plattenseiten liegt eine Beschleunigungsspannung an, die Platte selbst besteht aus Bleiglas. Die Platte ist ähnlich wie ein Sieb durchlöchert beziehungsweise durchzogen von mikroskopisch feinen Kanälen, die typischerweise einen Lochabstand von ca. 10 µm und einen Durchmesser von ca. 6–25 µm besitzen. Die Innenwände der Kanäle bestehen aus einem Halbleiter-Material. Die Platte hat eine Dicke von wenigen Zehntel Millimetern (bis zu ca. 1 mm) und die Kanäle sind um ca. 10° gegen die Plattenachse verkippt, so dass die einfallenden Elektronen mit Sicherheit mehrmals die Kanalwand treffen. Sie werden dann von einer zwischen den Platten längs der Kanäle anliegenden elektrischen Spannung beschleunigt und vervielfachen sich bei jedem Wandstoß, jeder einzelne Kanal verhält sich somit wie ein mikroskopischer Kanalelektronenvervielfacher, oder der stufenweise Sekundärelektronenvervielfacher in Photomultipliern.
An der Austrittsseite hat sich die Zahl der Elektronen durch Vielfachstöße mit der Kanalwand um das ca. 1000-fache erhöht. Durch eine Nachbeschleunigungsstrecke werden die verstärkten (=vervielfachten) Elektronen auf den eigentlichen Detektor gelenkt, meist einen Leuchtschirm, aber auch beispielsweise ein ebCCD – das electron bombarded CCD, eine Sonderform des CCD zum Nachweis von freien Elektronen.

## Anwendung
Eingesetzt werden Mikrokanalplatten zum Beispiel in Bildverstärkern und in der Elektronenspektroskopie sowie in der Massenspektrometrie. In letzterem Fall kann die Eintrittsseite mit speziellen Materialien beschichtet sein, um die Empfindlichkeit für die nachzuweisende Teilchenart zu erhöhen. Durch diese zusätzliche Beschichtung werden zum Beispiel Ionen effektiver in Elektronen umgewandelt als in unbeschichteten MCPs. Da freie Elektronen nachgewiesen werden sollen, können MCPs nur im Hochvakuum eingesetzt werden. Eine weitere Anwendung von MCPs stellt die Helligkeitssteigerung von Kathodenstrahlröhren dar. MCPs wurden daher in schnellen analogen Oszilloskopen (Tektronix 7104, 2467B) eingesetzt, um auch selten auftretende Ereignisse sichtbar machen zu können.

## Qualitätsfaktoren
Qualitätsbestimmende Parameter sind insbesondere:
- Verstärkung (Vervielfachungsfaktor für die Elektronen bei gegebener Beschleunigungsspannung)
- Dynamik (der Quotient aus dem größtmöglichen zum kleinsten nachzuweisenden Signal), das größtmögliche Signal ist auf ca. 10 % des Querstroms beschränkt. Der Querstrom fließt aufgrund der angelegten Beschleunigungsspannung durch das halbleitende Plattenmaterial selbst – also unabhängig von der Anzahl der auftreffenden Elektronen (dem Querstrom werden die vervielfachten Elektronen entzogen)
- räumliches Auflösungsvermögen
- Empfindlichkeit (Detektionseffizienz: Quotient aus nachgewiesenen zu auftreffenden Elektronen)
- Die Pulshöhen-Verteilung (bzw. engl. pulse height distribution, abgekürzt PHD) gibt an, wie stark die Anzahl der austretenden Elektronen schwankt, wenn jeweils einzelne Elektronen an der Eingangsseite auftreffen. Diese Schwankung soll ebenso möglichst gering sein wie die Schwankung der Transitzeit der einzelnen Elektronenschauer während der Verstärkung. Beides ist stark von der Beschleunigungsspannung abhängig, die typischerweise zwischen 400 Volt und 1000 Volt beträgt.

Schließlich ist auch die Homogenität all dieser Parameter über die gesamte aktive Fläche der MCP ein entscheidendes Qualitätsmerkmal.

## Herstellung
Der kritischste Faktor einer MCP ist die Gleichmäßigkeit der mikroskopisch feinen Kanäle. Die Herstellung erfordert die Beherrschung ähnlicher Techniken wie bei einer Faseroptik: dort besteht jeder einzelne der miteinander verschmolzenen Lichtleiter aus Kernglas und Mantelglas, die in einem ersten Arbeitsgang miteinander verschmolzen werden wie etwa einzeln auf Spaghetti aufgeschrumpfte Makkaroni/Bucatini. In der Folge wird eine zunehmend größere Anzahl dieser gebündelten Einzelstränge miteinander verschmolzen und in halbflüssigem Zustand gezogen oder verpresst, wobei man nach mehreren Durchläufen mikroskopisch feine Strukturen in extrem hoher Regelmäßigkeit erhalten kann.
Der so gezogene heterogene Strang wird anschließend in feine Scheiben aufgetrennt, aus denen im Fall der MCP das Kernglas chemisch herausgeätzt wird – hier bildet also das verbleibende Mantelglas den aktiven Halbleiter des Bauteils.